# Боровое (Воронеж)
Боровое — историческая часть города Воронежа, бывшее село. Находится на левом берегу реки Усманки в Железнодорожном районе города.

## Этимология
Название селу дано по особенностям ландшафта. Река Усманка, протекающая по открытой местности, в этом месте заходит в густой сосновый лес — бор.

## История
Село Боровое основано в XVII веке для охраны подступов к городу Воронежу с восточной стороны. Являлось одним из ближайших к крепости Воронеж сторожевых поселений, созданных вдоль реки Усманки на границе с «Диким полем». Поселение упоминается в Дозорной книге 1615 года как крупный населённый пункт, где жили служилые казаки и атаманы.
Военно-служилое население — боровские атаманы — занимало положение, аналогичное беломестным казакам Воронежа. Жители села несли сторожевую службу, владели землей, были освобождены от налогов и городских повинностей.
Застройка села представляла собой протяжённую улицу (ныне улица Степанова), вытянутую вдоль излучины реки Усманки. Выше улицы на склоне размещалась Троицкая церковь. С запада к селу подступал лес.
В 1792—1794 годах на средства местных жителей была построена новая каменная Троицкая церковь сохранением старого придела Введения во храм Пресвятой Богородицы. Точной даты строительства церкви в селе нет, но в «Переписной книге Воронежского уезда» 1646 года указано, что в селе есть церковь: «Село Боровое на реке на Усмони, а в нём церковь во имя животворные Троицы, да в пределе пречистые Богородицы, во дворе поп Афонасей».
В 1859 году казённое село Боровое находилось на Усманском тракте. В нём насчитывалось 172 двора и 1416 жителей.
В 1900 году в селе, которое выделялось в отдельное сельское общество, насчитывалось 329 дворов и 2005 жителей (преимущественно великороссы), имелись церковь, школа грамотности, 2 чайных и 1 винная лавка. Надельной земли на 1900 год насчитывалось 4297 десятин. Жители занимались изготовлением крахмала, который поступал на ближнюю к селу станцию Сомово для отправки по железной дороге. К этому времени параллельно реке, обмелевшей и получившей название Усманка, сложилось несколько улиц, которые сходились к старой части села в излучине реки. Здесь перед церковью образовалась площадь. 
В 1925 году село относилось к Боровскому сельсовету Придаченской волости Воронежского уезда. В нём насчитывалось 645 дворов и 3218 жителей. В 1932 году — 3682 жителя.
В 1965 году село было включено в состав города Воронежа.
В 2011 начато строительство многоквартирных жилых домов микрорайона «Боровое». В 2019 году было открыто новое здание школы.

## Транспорт
На середину 2025 года в Боровом проходят 4 автобусных маршрута. Маршрут № 90 от соседнего Сомова в Северный жилой район, маршрут № 89 от Сельской улицы в Юго-Западный жилой район, маршрут № 60 от школы № 64 до Придонского и маршрут № 14 от Сельской улицы на Машмет. Первые три из них следуют через Чернавский мост и центр города.
По южной окраине Борового проходит железнодорожная линия Отрожка — Грязи-Воронежские, на которой имеется остановочная платформа Боровская для пригородных поездов со станции Воронеж I.

## Достопримечательности

### Церковно-приходская школа
Недалеко от церкви была выстроена церковно-приходская школа 1-го класса, которая была построена в XIX веке и открылась 19 октября 1914 года. Большую часть средств на строительство пожертвовал священник Троицкой церкви отец Николай (Григорьевский). Здание считалось одним из лучших в Воронежской епархии. Кроме классов в нём были комнаты для проживания учащихся и молельня. В 1914 года в школе, предназначенной для обучения 300 детей, насчитывалось 250 учеников.
Здание школы высокое, одноэтажное, кирпичное, П-образное в плане. Обращено к улице западным крылом с парадным входом. Декор носит черты древнерусской культовой архитектуры. Наиболее ярко это выражено на главном западном фасаде, центром которого является развитый на всю высоту постройки портал: на массивные дутые внизу полуколонки с кубоватыми базами и капителями опирается сложная композиция из профилированных тяг, имитирующих форму кокошников с килевидным подвышением. Арочная дверь фронкирована узкими окнами-щелями с архивольтами также килевидного очертания. Здание освещено высокими окнами с лучевой перемычкой и широкими полуналичниками килевидной формы. Во времена советской власти здание использовалось общеобразовательной и вечерней школой. В настоящее время здание признано объектом культурного наследия регионального значения и находится в руинированном состоянии

## Известные жители
В Боровом родились земский, общественный, политический и государственный деятель, специалист в области государственного хозяйства и бюджета от либеральной общественности, врач общей практики, публицист Андрей Иванович Шингарёв, врач-микробиолог Александра Ивановна Шингарёва, Народный врач СССР Людмила Васильевна Ядыкина и детский хирург Анатолий Фёдорович Дронов.